# Hjo
Hjo er et byområde i Hjo kommun i Västra Götalands län i Sverige. I 2010 var indbyggertallet 6.094.